# (227151) Desargues
(227151) Desargues est un astéroïde de la ceinture principale d'astéroïdes.

## Description
(227151) Desargues est un astéroïde de la ceinture principale. Il fut découvert par Bernard Christophe le 10 août 2005 à l'observatoire de Saint-Sulpice. Il présente une orbite caractérisée par un demi-grand axe de 2,36 UA, une excentricité de 0,191 et une inclinaison de 0,554° par rapport à l'écliptique.
Il fut nommé en hommage à Girard Desargues, géomètre et architecte français né à Lyon le 21 février 1591 et mort à Lyon en octobre 1661. Il est considéré comme l’un des fondateurs de la géométrie projective.

## Compléments